# Whitney, Nevada
Whitney là một cộng đồng trong quận thuộc tiểu bang Nevada, Hoa Kỳ.
Theo điều tra dân số của Cục điều tra dân số Hoa Kỳ năm 2000, cộng đồng này có dân số 18273 người.

## Thông tin nhân khẩu
Theo điều tra dân [4] năm 2000, đã có 18.273 người, 7.090 hộ gia đình, và 4.502 gia đình sống trong các CDP. Mật độ dân số là 2,438.9 người trên một dặm vuông (942.0/km ²). Có 7.849 đơn vị nhà ở mật độ trung bình của 1,047.6 / sq mi (404.6/km ²). Cơ cấu chủng tộc của dân cư thành phố này gồm 72,24% người da trắng, 6,82% người Mỹ gốc Phi, 1,11% người Mỹ bản xứ, 3,81% châu Á, Thái Bình Dương 0,45%, 11,04% các chủng tộc khác, và 4,53% từ hai hoặc nhiều chủng tộc. Hispanic hay Latino thuộc một chủng tộc nào được 25,29% dân số.
Có 7.090 hộ, trong đó 28,7% có trẻ em dưới 18 tuổi sống chung với họ, 42,8% là đôi vợ chồng sống với nhau, 14,2% có nữ hộ và không có chồng, và 36,5% gia đình được không. 27,8% của tất cả các hộ gia đình đã được tạo ra từ các cá nhân và 6,9% có người sống một mình 65 tuổi hoặc lớn tuổi hơn là người. Cỡ hộ trung bình là 2,57 và cỡ gia đình trung bình là 3,14.
Độ tuổi dân số được trải ra với 25,1% ở độ tuổi dưới 18, 9,2% 18-24, 31,3% 25-44, 23,4% 45-64, và 11,0% từ 65 tuổi trở lên người. Độ tuổi trung bình là 35 năm. Đối với mỗi 100 nữ có 104,8 nam giới. Đối với mỗi 100 nữ 18 tuổi trở lên, đã có 103,8 nam giới.
Thu nhập trung bình cho một hộ gia đình trong các CDP là 36.536 USD, và thu nhập trung bình cho một gia đình là 41.504 USD. Phái nam có thu nhập trung bình 30.833 Mỹ kim so với 23.988 đô la Mỹ của nữ giới. Thu nhập bình quân đầu người là 16.969 USD. Có 8,2% của các gia đình và 9,7% dân số sống dưới mức nghèo khổ, bao gồm 13,1% của những người dưới 18 tuổi và tăng 5,6% của những người 65 tuổi hoặc hơn. 